# Canciones prohibidas
Canciones prohibidas es el título del séptimo álbum de estudio de la banda de rock española Extremoduro, producido por Iñaki “Uoho” Antón y publicado por la discográfica DRO el 28 de septiembre de 1998. Inicialmente su distribución se hizo en los formatos de CD y casete. Una nueva edición con versiones remasterizadas y un tema extra fue lanzada en 2011. La primera edición en vinilo se publicó el 16 de septiembre de 2014 partiendo de la versión remasterizada.
Pueden encontrarse en este trabajo instrumentaciones que nunca se habían dado en la discografía de Extremoduro, con la presencia de secciones de viento y cuerda con bastante frecuencia. Con la excepción de su posterior álbum en el que se retomó la sencillez e inmediatez de un rock más rudimentario, el grupo trabajaría a partir de este momento sobre estructuras complejas y multi-instrumentadas.

## Lista de canciones
Letra por Roberto Iniesta, música por Roberto Iniesta e Iñaki Antón.
| N.º | Título                              | Duración |  |
| 1.  | «Salir»                             | 5:21     |  |
| 2.  | «Esclarecido»                       | 6:26     |  |
| 3.  | «Érase una vez»                     | 4:37     |  |
| 4.  | «Golfa»                             | 6:02     |  |
| 5.  | «Su culo es miel»                   | 6:07     |  |
| 6.  | «Extraterrestre»                    | 3:32     |  |
| 7.  | «Autorretrato»                      | 7:24     |  |
| 8.  | «Enemigo»                           | 2:41     |  |
| 9.  | «Villancico del rey de Extremadura» | 3:01     |  |

| Lista de la edición 2011 |                                     |          |  |
| N.º                      | Título                              | Duración |  |
| 1.                       | «Salir»                             | 5:20     |  |
| 2.                       | «Golfa»                             | 6:00     |  |
| 3.                       | «Su culo es miel»                   | 6:00     |  |
| 4.                       | «Autorretrato»                      | 7:24     |  |
| 5.                       | «Enemigo»                           | 2:40     |  |
| 6.                       | «Villancico del rey de Extremadura» | 3:02     |  |
| 7.                       | «Esclarecido»                       | 6:24     |  |
| 8.                       | «Érase una vez»                     | 4:36     |  |
| 9.                       | «Extraterrestre»                    | 3:30     |  |
| 10.                      | «Salir (nueva mezcla 2004)»         | 5:18     |  |

## Créditos
Extremoduro
- Roberto "Robe" Iniesta – Voz, guitarra, bajo con distorsión, pandereta...
- Iñaki "Uoho" Antón – Guitarra, bajo, piano, órgano, trombón, percusiones, coros...
- José Ignacio Cantera – Batería

Personal adicional
- Mikel Irazoki – Bajo
- Cuarteto ARKADIUSZ – Cuerdas

Arkadiusz Tomasz Czyzewski – Primer violín
Iwona Przyzecka – Segundo violín
Iwona Skrzypczak – Viola
Jurek Andrzejczak – Chelo
- Carlos "Alma" Almaguer Torres – Percusión
- Joseba Molina "Canario" – Bandurria y laúd
- Garikoitz Badiola "Gari" – Trombón
- Patxi Urtxegi – Trompeta y fliscorno
- Adolfo "Fito" Cabrales; - voz en Golfa